# Брито Фигероа, Федерико
Федерико Бри́то Фигеро́а (исп. Federico Brito Figueroa; 2 ноября 1921, Ла-Виктория — 28 апреля 2000, Каракас) — венесуэльский историк-марксист и антрополог, чьи идеи и сочинения сыграли важную роль в идеологическом становлении будущего президента Венесуэлы Уго Чавеса. Автор ряда фундаментальных работ по истории Венесуэлы.

## Биография
Уже в юном возрасте Брито в 1936 году вступил в Национальную демократическую партию Венесуэлы (которая позднее будет переименована в «Демократическое действие»). После серьёзных размежеваний среди венесуэльских левых он вместе с Доминго Масой Савалой и Луисом Микиленой вступил в Коммунистическую партию Венесуэлы.
В 1946 году Брито поступил в Национальный педагогический институт, где выучился на преподавателя общественных наук. Затем отправился в Мехико, где посещал Национальную школу антропологии и истории вместе с Венцеслао Росесом и Франсуа Шавалье, получив в итоге степень по этнологии и антропологии.
Брито вернулся в Венесуэлу в 1959 году, после свержения Маркоса Переса Хименеса, и начал обучение в Центральном университете Венесуэлы. Закончил его дипломированным историком и получил докторскую степень по антропологии. Докторская диссертация Брито «Экономическая структура колониальной Венесуэлы» (La estructura económica de Venezuela colonial), написанная в 1963 году и опубликованная в 1978 году, стала известной и влиятельной работой. Работал профессором Центрального университета Венесуэлы.
Брито Фигероа считается основателем новой венесуэльской историографии, в основном опирающейся на идеи школы «Анналов». Ключевые моменты его работ включали в себя изучение истории венесуэльского генерала «Федеральной войны» Эсекиеля Саморы, рабства и освобождения рабов, а также критический анализ социально-экономических основ колониализма и неоколониализма.
Богатая статистическим и научным материалом книга Брито Фигероа «Венесуэла XX века» (Venezuela, siglo XX) была переведена на ряд языков, включая английский и русский, а также отмечена Премией Дома Америк (Куба).

## Книги
- Ezequiel Zamora. Un capitulo de la historia nacional, Caracas, 1951
- Liberacion de los esclavos, Caracas, 1951
- Venezuela, siglo XX, Caracas, 1966 / La Habana, 1967
- La estructura económica de Venezuela colonial, Caracas, 1978
- Tiempo de Ezequiel Zamora, Caracas, 1981
- El problema tierra y esclavos en la historia de Venezuela, Caracas, 1982
- Historia económica y social de Venezuela: Una estructura para su estudio, Caracas, 1979/1987

## Русский перевод
- Брито Фигероа Ф. Венесуэла XX века / ред. А. И. Штрахов; АН СССР, Институт всеобщей истории. — М.: Наука, 1969. — 294 с.